# والنفلدز
شهر والنفلدز (به آلمانی: Wallenfels) در ایالت بایرن در کشور آلمان واقع شده‌است.